# UN-Sonderberater für Afrika
Das Büro des UN-Sonderberaters für Afrika (engl.: Office of the Special Adviser on Africa; OSAA) in New York, das 2003 seine Arbeit aufnahm, wird durch einen Unter-Generalsekretär geleitet. Es koordiniert die Afrikapolitik der Vereinten Nationen.

## Geschichte
Das OSAA wurde offiziell am 1. März 2003 durch ein Bulletin des UN-Generalsekretärs (ST/SGB/2003/6) gegründet in Umsetzung einer Entscheidung der UN-Generalversammlung vom 4. November 2002 (A/RES/57/7); es nahm seine Arbeit am 1. Mai 2003 auf.

## Aufgaben
In der Resolution der UN-Generalversammlung wurden folgende Aufgaben für das OSAA formuliert:
- verstärkte internationale Unterstützung für die Entwicklung und Sicherheit Afrikas durch juristische und analytische Arbeit
- Unterstützung des Generalsekretärs bei der Verbesserung von Kohärenz und Koordination des Unterstützungssystems für Afrika
- Erleichterung der zwischenstaatlichen Beratungen über Afrika weltweit, speziell bezüglich der Neuen Partnerschaft für Afrikas Entwicklung (NEPAD) der Afrikanischen Union.
- Unterstützung der UN-Generalversammlung und des Wirtschafts- und Sozialrat der Vereinten Nationen bei ihren Beratungen über Afrika
- Koordination und Leitung der Vorbereitung von Afrika betreffenden Berichten und Eingaben, speziell Unterstützung für NEPAD und die internationale Gemeinschaft inklusive Privatsektor und Zivilgesellschaft
- Koordination der Interdepartmental Task Force on African Affairs (IDTFA), um eine kohärente und integrierte Unterstützung Unterstützung der UN für Afrika sicherzustellen auch durch Weiterverfolgung der Ergebnisse der vielen globalen Summits und Konferenzen mit Afrika-Bezug
- Initiative für Berichte zu den kritischen Afrikathemen, insbesondere zu den miteinander verknüpften Bereichen Frieden und Entwicklung
- Koordination weltweiter Fürsprache bei der Unterstützung für NEPAD und innerhalb des UN-Sekretariats
- Überwachung bei der Überprüfung der für die Entwicklung Afrikas neben NEPAD eingegangenen Verpflichtungen der internationalen Gemeinschaft wie die Agenda 2063, die Ziele für nachhaltige Entwicklung (SDG) und entsprechende Vertragswerke.[2]

## Kooperationen
Partnerschaften sind zentral für die Arbeit des Afrikabüros (OSAA) beim Streben nach Fortschritten für den Frieden, die Sicherheit, Verwaltung und Entwicklungsagenda Afrikas.
Innerhalb des UN-Systems sind Ansprechpartner die Interdepartementale Task Force für afrikanische Angelegenheiten (IDTFAA), die Entwicklungsgruppe der Vereinten Nationen,
der Exekutivausschuss für Frieden und Sicherheit, der Exekutivausschuss für wirtschaftliche und soziale Angelegenheiten und der Exekutivausschuss für humanitäre Angelegenheiten.
Auf regionaler Ebene arbeitet das OSAA in enger Partnerschaft mit der Kommission der Afrikanischen Union, der Entwicklungsagentur der Afrikanischen Union (AUDA), der African Peer Review Mechanism, der African Development Bank, der Afrikanische Freihandelszone (AfCFTA) und den Regionale Wirtschaftsgemeinschaften zusammen.
Dazu kommen Kooperationen mit der Zivilgesellschaft, den Medien, dem Privatsektor, den Hochschulen und Forschungseinrichtungen.

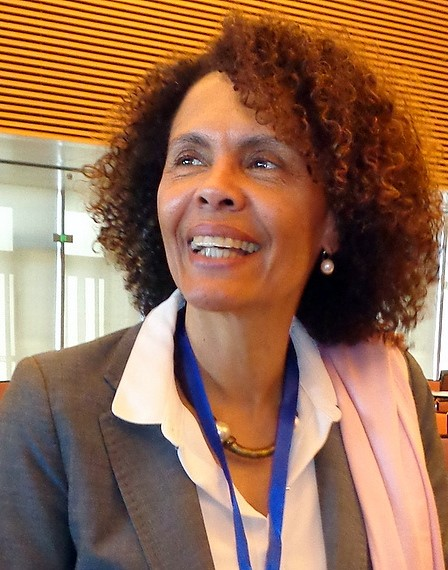
Cristina Duarte

## UN-Sonderberater für Afrika und Leiter des OSAA
- Cristina Duarte (* 1962)  Kap Verde (seit 2020)[3]
- Bience Philomina Gawanas (* 1956)  Namibia (2018 bis 2020)[4]
- Maged Abdelaziz (* 1954)  Ägypten 2012 bis 2017[5]
- Cheick Sidi Diarra (* 1957)  Mali 2008 bis 2012[6][7]
- Joseph Legwaila (* 1937),  Botswana Diplomat von 2006 bis 2007[8]
- Ibrahim Gambari (* 1944)  Nigeria (1999 bis 2005)[9]

## Publikationen
- South-South cooperation in support of the new partnership for Africa's development: experiences of Africa-Latin America and the Caribbean, 2004

## Nachweise
1. ↑  https://www.un.org/osaa/content/special-adviser abgerufen am 29. März 2023
2. ↑  https://www.un.org/osaa/content/osaa-strategic-agenda abgerufen am 2. April 2023
3. ↑  https://www.un.org/osaa/content/special-adviser abgerufen am 30. März 2023
4. ↑  https://www.dev.un.org/osaa/content/former-special-adviser-bience-gawanas-2018-%E2%80%93-2020 abgerufen am 30. März 2023
5. ↑  https://www.un.org/osaa/content/former-special-adviser-mr-maged-abdelfatah-abdelaziz-2012-2017 abgerufen am 30. März 2023
6. ↑  https://web.archive.org/web/20130406005213/http://www.un.org/News/Press/docs/2008/sga1115.doc.htm abgerufen am 30. März 2023
7. ↑  https://www.un.org/osaa/content/former-special-adviser-mr-cheick-sidi-diarra-2008-2012 abgerufen am 30. März 2023
8. ↑  https://www.un.org/osaa/content/former-special-adviser-he-m-legwaila-joseph-legwaila-2006-2007 abgerufen am 30. März 2023
9. ↑  https://www.un.org/osaa/content/special-adviser abgerufen am 29. März 2023